# 13월 5일
13월 5일은 에티오피아에서 사용하는 율리우스력의 365번째(윤년일 경우에도 365번째)날에 해당한다. 에티오피아의 신년인 9월 11일부터 계산하면 74번째(윤년일 경우에도 74번째)날에 해당한다. 율리우스력의 평년에는 이날이 마지막 날로 간주된다.

## 같이 보기
- 13월
- 에티오피아력